# Enaire

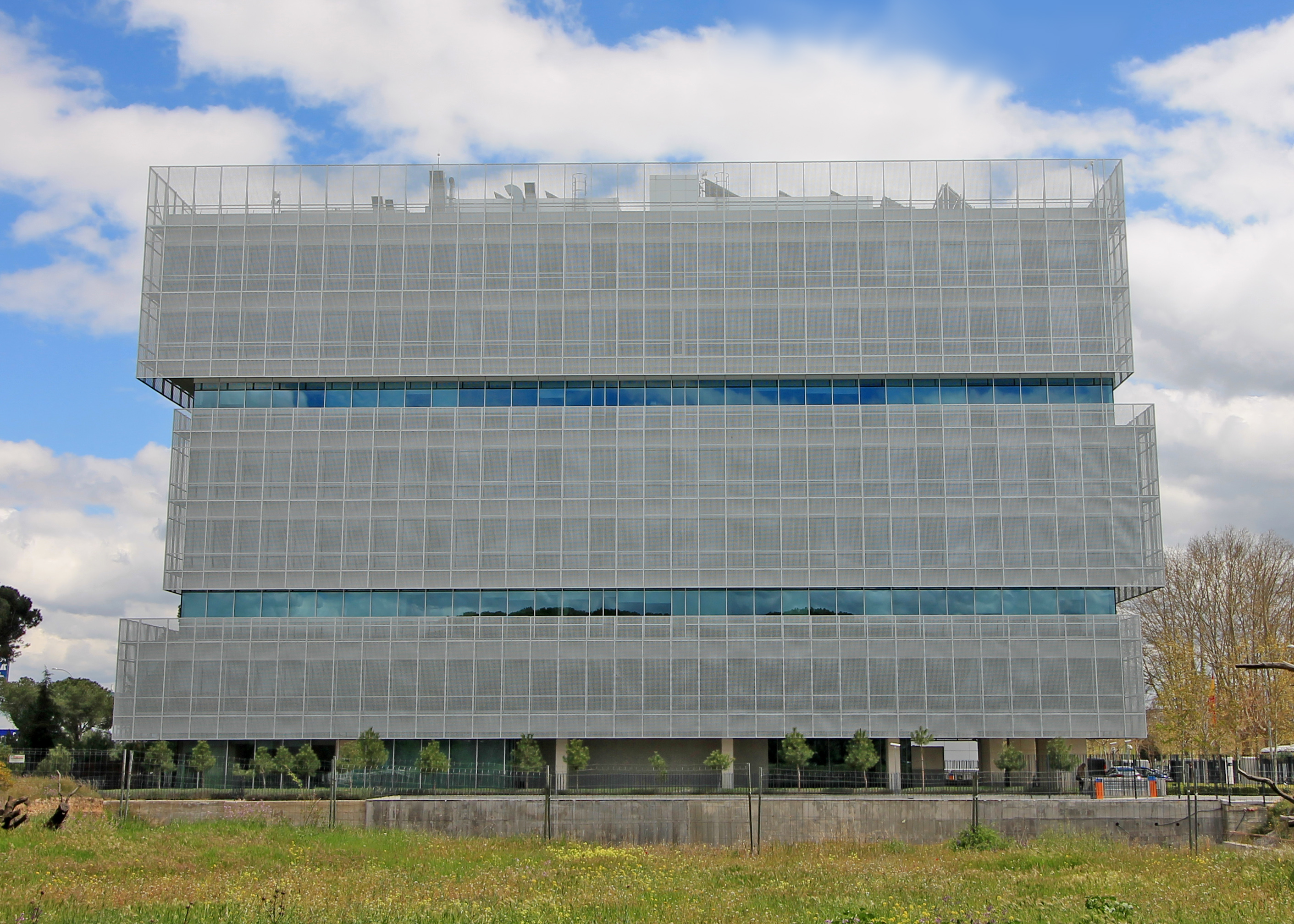
Zentrale der Enaire in Madrid

Enaire ist die Flugsicherung in Spanien und für die Bereitstellung von Strecken-, Anflug- und Flugplatzkontrolldiensten zuständig. Als öffentliches Unternehmen ist es dem Ministerium für öffentliche Arbeiten (span. Ministerio de Hacienda y Función Pública) angeschlossen. Das Unternehmen hat im Jahr 2010 die Zuständigkeit für die Flugsicherung in Spanien von aus Aena übernommen, während Aena die weiterhin für den Betrieb von Flughäfen zuständig ist.
Die Enaire bearbeitet Fluginformation und die Kommunikations-, Navigations- und Überwachungsnetze, die notwendig sind, damit Luftverkehrsunternehmen und ihre Flugzeuge sicher und geordnet über spanischem Luftraum fliegen können. Es ist der viertgrößte Flugsicherungsdienstleister in Europa nach Luftverkehrsvolumen mit rund 2 Millionen Flügen pro Jahr. Enaire verwaltet 2,2 Millionen Quadratkilometer Luftraum von 5 Luftkontrollzentren, in Barcelona, den Kanarischen Inseln, Madrid, Palma de Mallorca und Sevilla und betreibt 22 Kontrolltürme.
Enaire besitzt 51 % der Aena SA.